# Ардуино, Джованни
Джованни Ардуино (итал. Giovanni Arduino; 16 октября 1714 года, Каприно-Веронезе — 21 марта 1795 года, Венеция) — итальянский горный инженер и естествоиспытатель, известный как «отец итальянской геологии».

## Биография
Исследовал геологию южных Альп.
В 1760 году впервые предложил деление геологической истории Земли на четыре периода, в соответствии с горными породами 4 типов (4 подразделения гор):
1. первичный (допотопный)
2. вторичный (потопный)
3. третичный (послепотопный)
4. четвертичный (вулканический).

По другим данным эта классификация была предложена им в 1759 году на основе изучения скальных пород южных Альп, которые он разделил на четыре типа.